# Divinity II
Divinity II es un videojuego de rol de 2009 desarrollado por Larian Studios y subtitulado Ego Draconis, fue publicado por dtp Entertainment.  En 2011 fue reeditado dentro de La Saga del Caballero del Dragón qué incluyó la expansión de Flames of Vengeance.  
La característica original del juego es la capacidad de combinar el combate aéreo como dragón, y el terrestre como humano.  Es el tercer juego  en la franquicia Divinity y el primero para consolas así como para Windows.

## Gameplay
Este es un juego de rol tradicional, lo cual incluye completar búsquedas, explorar el mundo e interaccionar con una variedad de personajes.  Divinity II utiliza algunos elementos de juegos como Diablo, también utiliza elementos como árboles de conversación, elecciones qué afectan a otros acontecimientos en el juego, plataformas o rompecabezas.  Cuándo habla con PNJs el jugador, a menudo, tendrá la opción de leer sus mentes, lo cual puede proporcionar información muy útil.
Los jugadores eligen a su personaje durante el prólogo, pero la progresión es libre y puede desarrollar su carácter en una dirección diferente.  Las habilidades incluyen: alquimia, para crear pociones; necromancia, para personalizar una mascota zombi; y encantamiento, para mejorar armas y equipo.
Más adelante el protagonista obtiene una base de las operaciones: La Torre de Batalla, así como la capacidad de convertirse en dragón.

## Argumento
El juego tiene lugar en el mundo de Rivellon.  El protagonista es un cazador de dragones, su dura iniciación en los secretos de los cazadragones lo ha dejado amnésico.
Durante el juego, el héroe tiene varios encuentros con Damian, el Maldito. Damian está reuniendo sus ejércitos de monstruos para destruir Rivellon. Damian clama venganza por la muerte de su amor, Ygerna, a manos de su padre  Lucian. El jugador cree que resucitando a Ygerna matara a Damian. Después de adquirir los poderes del caballero del dragón. El héroe descubre  que  estaba equivocado al intentar revivir a Ygerna y acaba encerrado en una prisión de cristal.

## Desarrollo
Empezó en 2006.  Desde el principio, el juego estuvo planeado con la característica de transformarse en dragón e incluso incluyó una tercera forma, mitad dragón mitad humana, que no se implementó en la versión final.  Los conceptos originales incluian más áreas, basadas en el mapa original de Rivellon del primer juego, así como características como multijugador cooperativo, y más importancia de la Torre de Batalla.
El juego utiliza el motor gráfico Gamebryo, ya usado en Oblivion y Fallout 3.
Después de la liberación de Ego Draconis, Larian estuvo interesada en liberar una versión actualizada que mejoraría el rendimiento del motor.  Al mismo tiempo,  desarrollaron una expansión que vendría después del fin del juego, debido a que muchas personas habían renegado del final original del juego.  Las actualizaciones del juego principal y la expansión estuvieron listas en las Llamas de Venganza. Esta expansion fue liberada en Alemania en agosto dee 2010, y en otros países en noviembre de 2010.  No se pudo ver en Estados Unidos hasta que se publicó la versión para Xbox 360 en abril de 2011, junto con una banda sonora CD y un libro de arte.
Para el décimo aniversario de la serie  Larian publicó otra actualización  llamada Divinity II: Developers Cut, con documentos de diseño de arte y la capacidad de acceder a la consola del desarrollador a través de un segundo archivo ejecutable.

## Marketing
La edición de Coleccionista de Windows incluyó una figura de resina de 18 cm de alto, un mapa de tela de Rivellon, una banda sonora EP con siete pistas compuestas por Kirill Pokrovsky y un tatuaje provisional que exhibe el logotipo del juego.
Para Divinity II: Developers Cut, hubo una promoción para tener acceso a bounus y equipamiento del juego, así como una demo de su primer juego inacabado, La Señora, El Mago, y El Caballero.

## Recepción
En GameZone  la nota fue de 8.4, destacando su sólida narrativa y su mundo abierto. Como punto negativo dijo que el juego contenía varios glitches.
IGN lo puntuó con un escaso 4.8 sobre 10.   Aun así, en la revisión de La Saga del Caballero del Dragón, otro número de IGN publicó que no decepcionaba en absoluto a los amantes del rol.

## Secuela
Siguiendo el éxito de Divinity II, Larian expresó su interés en crear más juegos de la saga.  En 2013 se publicó Divinity: Dragon Commander.